# Abadia (Aitona)
L'Abadia és un edifici d'Aitona (Segrià) inclòs a l'Inventari del Patrimoni Arquitectònic de Catalunya.

## Descripció
Es tracta d'un element arquitectònic que es pot dividir en dues parts: l'abadia i una torre enrunada amb un tros de paret que podria ésser una muralla.
Sobre la llinda s'ha gravat una llarga descripció donant dades sobre el moment, com i perquè havia estat construïda aquesta abadia. Estava relacionada amb els comtes de Montcada.